# Glypta tecta
Glypta tecta là một loài tò vò trong họ Ichneumonidae.